# Kanumarathon-Weltmeisterschaften 2001
Die 9. Kanumarathon-Weltmeisterschaften fanden am 1. und 2. September 2001 im britischen Stockton-on-Tees statt. Der austragende Verband war die ICF.
Die Länge der Strecke betrug 35,8 km.
Es wurden vier Wettbewerbe für Männer und zwei Wettbewerbe für Frauen ausgetragen.

## Medaillengewinner

### Herren

#### Canadier
| Disziplin | Gold                             | Zeit      | Silber                             | Zeit      | Bronze                                         | Zeit      |
| --------- | -------------------------------- | --------- | ---------------------------------- | --------- | ---------------------------------------------- | --------- |
| C1        | Tschechien Pavel Bednář          | 2:51:18 h | Ungarn Pál Pétervári               | 2:51:32 h | Spanien Pedro Areal Abreu                      | 2:51:46 h |
| C2        | Ungarn Edvin Csabai Attila Györe | 2:35:39 h | Ungarn Istvan Koncz Aron Gajarszki | 2:38:01 h | Frankreich Lionel Dubois-Dunilac Pascal Sylvoz | 2:39:12 h |

#### Kajak
| Disziplin | Gold                                            | Zeit      | Silber                                     | Zeit      | Bronze                                                | Zeit      |
| --------- | ----------------------------------------------- | --------- | ------------------------------------------ | --------- | ----------------------------------------------------- | --------- |
| K1        | Spanien Manuel Busto Fernández                  | 2:27:05 h | Australien Michael Leverett                | 2:27:07 h | Ungarn Attila Jámbor                                  | 2:27:16 h |
| K2        | Norwegen Eirik Verås Larsen Nils Olav Fjeldheim | 2:15:48 h | Tschechien Martin Kolanda Branislav Sramek | 2:15:50 h | Spanien Jorge Alonso Gonzalez Antiago Guerrero Arroyo | 2:16:34 h |

### Damen

#### Kajak
| Disziplin | Gold                                             | Zeit      | Silber                             | Zeit      | Bronze                                             | Zeit         |
| --------- | ------------------------------------------------ | --------- | ---------------------------------- | --------- | -------------------------------------------------- | ------------ |
| K1        | Vereinigtes Königreich Anna Hemmings             | 2:47:10 h | Italien Elisabetta Introini        | 2:47:19 h | Spanien Mara Santos Garcia Australien Chantal Meek | 2:47:20,60 h |
| K2        | Vereinigtes Königreich Anna Hemmings Helen Gilby | 2:35:03 h | Ungarn Kornelia Szonda Renáta Csay | 2:32:07 h | Polen Barbara Przybylska Magdalena Sendaln         | 2:34:32 h    |

## Medaillenspiegel
| Rang   | Nation                 | Gold | Silber | Bronze | Gesamt |
| ------ | ---------------------- | ---- | ------ | ------ | ------ |
| 1      | Vereinigtes Königreich | 2    | 0      | 0      | 2      |
| 2      | Ungarn                 | 1    | 3      | 1      | 5      |
| 3      | Tschechien             | 1    | 1      | 0      | 2      |
| 4      | Spanien                | 1    | 0      | 3      | 4      |
| 5      | Norwegen               | 1    | 0      | 0      | 1      |
| 6      | Australien             | 0    | 1      | 0      | 1      |
| 6      | Italien                | 0    | 1      | 0      | 1      |
| 8      | Frankreich             | 0    | 0      | 1      | 1      |
| 8      | Polen                  | 0    | 0      | 1      | 1      |
| Gesamt | Gesamt                 | 6    | 6      | 7      | 19     |